# Hoya davaoensis
Hoya davaoensis är en oleanderväxtart som beskrevs av Kloppenb.. Hoya davaoensis ingår i släktet Hoya och familjen oleanderväxter. Inga underarter finns listade i Catalogue of Life.